# Конрад фон Рехберг
Конрад фон Рехберг (на немски: Konrad von Rechberg; † сл. 1331) е благородник от благородническия швабски род Рехберг-Хоенрехберг-Бетринген (днес част от Швебиш Гмюнд в Баден-Вюртемберг).

## Произход
Той е вторият син на Улрих II фон Рехберг († 1326) и първата му съпруга фон Лимпург († сл. 1274), дъщеря на Валтер II Шенк фон Лимпург († ок. 1283) и Елизабет фон Варберг († 1287). Внук е на Улрих фон Рехберг-Бетринген († пр. 1274) и съпругата му Аделхайд. Правнук е на Конрад I фон Рехберг († пр. 1293) и Йохана фон Лихтенберг. Племенник е на Конрад II фон Рехберг († 1307), господар на Хоенрехберг, фогт на Рехберг. Баща му се жени втори път за София фон Грюндлах.
Брат е на Йохан фон Рехберг († сл. 1351/1354), господар на Бетринген и Баргау, Вилхелм († сл. 1326), Луитполд († сл. 1350) и Хердеген († 1354) и на Улрих фон Рехберг Стари († 1362).
Замъкът Хоенрехберг е от 1179 до 1986 г. собственост на фамилията.

## Фамилия
Конрад фон Рехберг има три деца:
- Хайнрих фон Рехберг-Хойхлинген († 1366?), женен I. за Гута Шпет фон Щайнхарт († сл. 1340), II. за Мехтилд фон Вайнсберг (* пр. 1328; † 8 март 1361); има четири деца с първата му съпруга
- Йохан фон Рехберг († сл. 1340)
- София фон Рехберг († сл. 1361), омъжена за Рудолф фон Бебенбург († пр. 29 септември 1347)